# Wybory do rad narodowych w Polsce w 1961 roku
Wybory do rad narodowych w Polsce w 1961 roku – wybory do rad narodowych w PRL, przeprowadzone 16 kwietnia 1961 roku, równocześnie z wyborami do Sejmu, na podstawie uchwały Rady Państwa z 29 grudnia 1960 r.
Wybierano radnych do:
- wojewódzkich rad narodowych,
- powiatowych rad narodowych,
- miejskich rad narodowych,
- dzielnicowych rad narodowych,
- rad narodowych osiedli i
- gromadzkich rad narodowych.

Państwowa Komisja Wyborcza podała, że frekwencja wyniosła 94,8%, a na listę Frontu Jedności Narodu (FJN) głosowało 98,3% ważnych głosów. Innych list nie było.